# Uroczysko (powieść)
Uroczysko (w późniejszych wydaniach Pan Samochodzik i święty relikwiarz) – polska powieść dla młodzieży autorstwa Zbigniewa Nienackiego, wydana po raz pierwszy w 1957 roku. Wraz z powieściami Skarb Atanaryka (1960) i Pozwolenie na przywóz lwa (1961) została przez autora zaliczona jako prequel do cyklu Pan Samochodzik opisującego przygody Tomasza, detektywa-amatora noszącego to przezwisko. Na podstawie informacji zawartych w późniejszych tomach, można przypuszczać, że akcja książki rozgrywa się w 1956 roku. Tomasz jest po 3. roku studiów, które kończy w 1958 roku (Skarb Atanaryka).
W październiku 2024, staraniem wydawnictwa Siedmioróg, ukazał się pierwszy tom komiksu na podstawie powieści Uroczysko pt. Uroczysko - Tajemnice kurhanu, a w maju 2025, tom drugi zatytułowany Uroczysko - Diabelskie sprawki. Autorem komiksu jest Mieczysław Sarna. W przygotowaniu jest ostatni tom pt. Uroczysko - Skarby i sekrety.

## Wydania
- I - Nasza Księgarnia, Warszawa 1957, ss. 279
- (II) Wydawnictwo Łódzkie, Łódź 1968
- III - Wydawnictwo Łódzkie, Łódź 1971, ss. 292
- 1989 ss. 367
- jako Pan Samochodzik i święty relikwiarz, Oficyna Wydawnicza „Warmia”, Olsztyn b.d.w. (lecz przed majem 1993, zob. s. 224) ISBN 83-85875-01-8 ss. 224
- jako Pan Samochodzik i święty relikwiarz, Wydawnictwo Świat Książki, Łódź 1997, ss. 282
- jako Pan Samochodzik i Uroczysko, Wydawnictwo Edipresse-Kolekcje, Warszawa 2016 ss. 337 ISBN 978-83-7989-761-2
- jako Pan Samochodzik i Uroczysko, Wydawnictwo Literatura, Łódź 2017 ss. 296 ISBN 978-83-7672-482-9